# 阿尔瓦罗·萨莫拉
阿尔瓦罗·萨莫拉（西班牙語：Álvaro Zamora，2002年3月9日—），哥斯达黎加男子足球运动员，司职中场。他曾代表哥斯达黎加国家队参加2022年国际足联世界杯，结果队伍止步小组赛阶段。